# Macromia negrito
Macromia negrito là loài chuồn chuồn trong họ Macromiidae. Loài này được Needham & Gyger mô tả khoa học đầu tiên năm 1937.